# Pteronychella
Genre
Pteronychella est un genre de collemboles de la famille des Isotomidae.

## Liste des espèces
Selon Checklist of the Collembola of the World (version du 4 septembre 2019) :
- Pteronychella andina Yoshii, 1990
- Pteronychella babai Yosii, 1939
- Pteronychella ezoensis Yosii, 1965
- Pteronychella perpulchra Börner, 1909

## Publication originale
- Börner, 1909 : Japans Collembolenfauna. (Vorläufige Mitteilung). Sitzungsberichte der Gesellschaft Naturforschender Freunde zu Berlin, vol. 1909, no 2, p. 99-135 (texte intégral).